# Shepway (Maidstone)
Shepway – wieś w Anglii, w hrabstwie Kent, w dystrykcie Maidstone. Leży 3 km na południowy wschód od miasta Maidstone i 55 km na południowy wschód od centrum Londynu. W 2015 miejscowość liczyła 15 180 mieszkańców.